# Overnight Sensation
Overnight Sensation (с англ. — «Ночная сенсация») — тринадцатый студийный альбом британской рок-группы Motörhead, выпущенный 15 октября 1996 года.

## Об альбоме
Overnight Sensation - первый релиз группы, записанный после ухода гитариста Мика Бёрстона, более известного как «Würzel». Замену ему коллектив не нашёл, поэтому группа продолжила выступать втроём, как и в начале 80-х. Впервые со времён Ace of Spades на обложке альбома изображена фотография группы. Также это первое издание группы, полностью выпущенное на лейбле CMC International — предыдущий альбом Sacrifice издавался на этом лейбле лишь частично.
Несмотря на то, что группа осталась втроём, альбом получился более «тяжёлым», чем предыдущий, однако особого коммерческого успеха не сыскал.

## Список композиций
Авторами всех песен являются Лемми, Фил Кэмпбелл и Микки Ди, кроме отмеченных
| №   | Название                   | Автор(ы)               | Длительность |
| --- | -------------------------- | ---------------------- | ------------ |
| 1.  | «Civil War»                | Кэмпбелл, Ди, Макс Акс | 3:01         |
| 2.  | «Crazy Like a Fox»         |                        | 4:32         |
| 3.  | «I Don't Believe a Word»   |                        | 6:31         |
| 4.  | «Eat the Gun»              |                        | 2:13         |
| 5.  | «Overnight Sensation»      |                        | 4:10         |
| 6.  | «Love Can't Buy You Money» |                        | 3:06         |
| 7.  | «Broken»                   |                        | 4:34         |
| 8.  | «Them Not Me»              |                        | 2:47         |
| 9.  | «Murder Show»              |                        | 3:03         |
| 10. | «Shake the World»          |                        | 3:29         |
| 11. | «Listen to Your Heart»     | Лемми                  | 3:45         |

## Участники записи
- Иэн Фрэйзер «Лемми» Килмистер — бас-гитара, вокал; губная гармоника  в композициях 2 и 11; акустическая гитара в композициях 5 и 11
- Фил Кэмпбелл — соло-гитара
- Микки Ди — ударные

## Позиции в чартах
| Год  | Чарт                    | Позиция |
| ---- | ----------------------- | ------- |
| 1996 | German Albums Chart     | 71      |
| 1996 | Sverigetopplistan       | 60      |
| 1996 | Suomen virallinen lista | 39      |